# Le Vieux-Bourg
Le Vieux-Bourg (bretonisch: Bourc’h-Kintin) ist eine französische Gemeinde mit 760 Einwohnern (Stand: 1. Januar 2022) im Département Côtes-d’Armor in der Region Bretagne; sie gehört zum Arrondissement Saint-Brieuc und ist Teil des Kantons Plélo. Die Einwohner der Gemeinde werden vieux-bourgeois genannt.

## Geographie
Umgeben wird Le Vieux-Bourg von der Nachbargemeinde Saint-Gildas im Norden, von Quintin im Osten, von Lanfains im Südosten und von La Harmoye im Süden.

## Bevölkerungsentwicklung
| 1962 | 1968 | 1975 | 1982 | 1990 | 1999 | 2008 | 2012 |
| 733  | 816  | 759  | 665  | 645  | 608  | 734  | 776  |

## Sehenswürdigkeiten

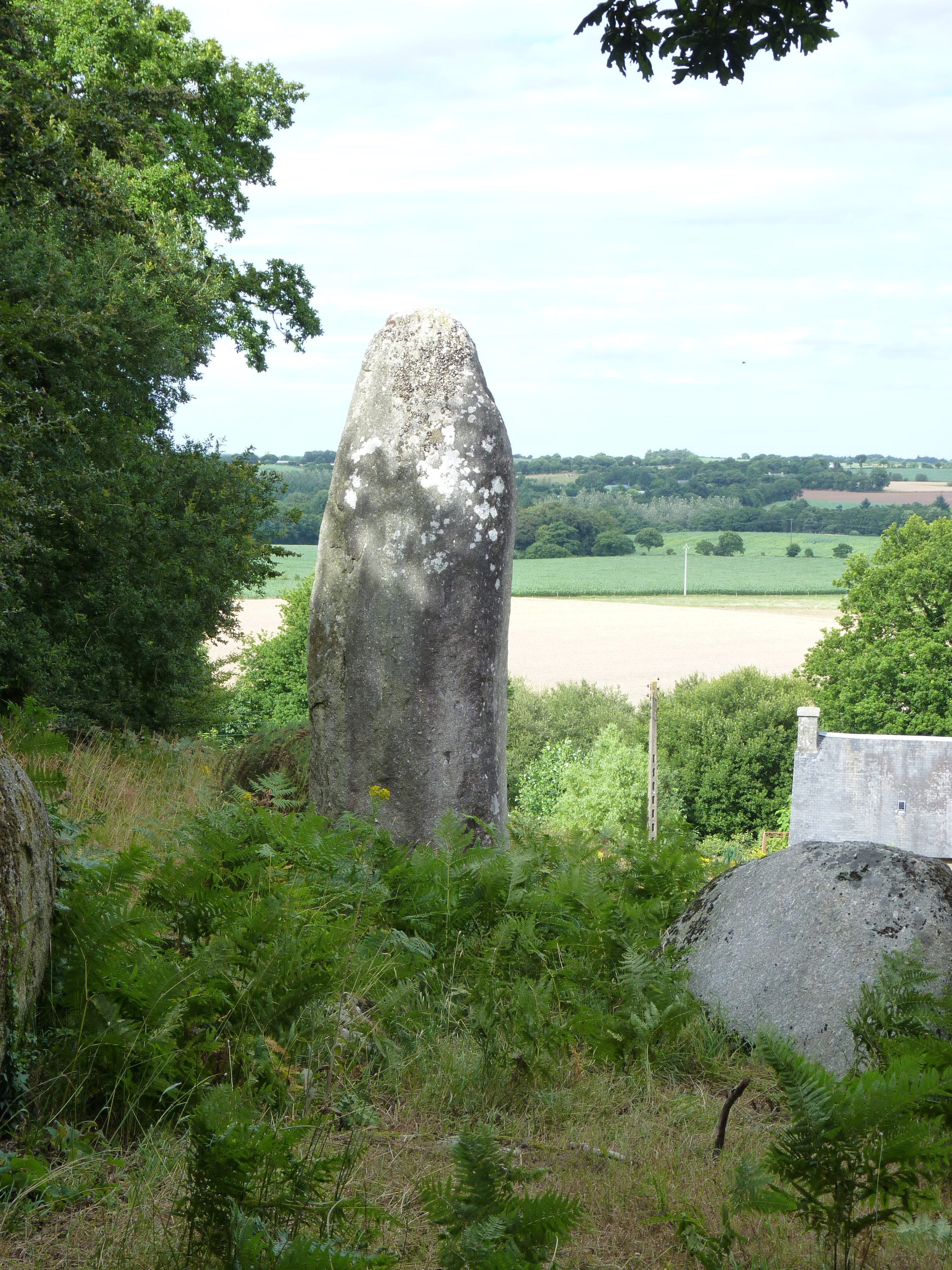
Menhir de Porzic

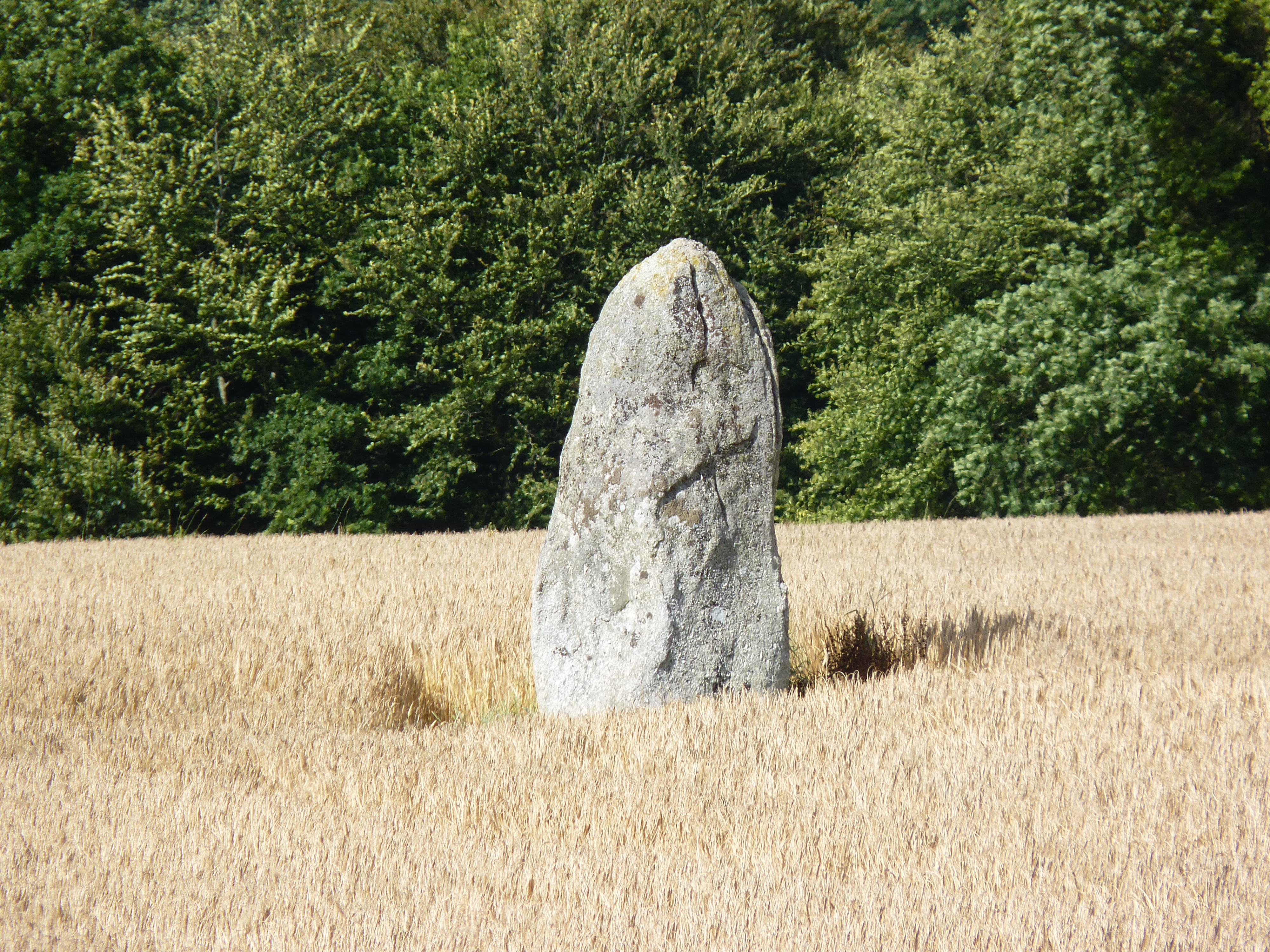
Menhir de Pasquiou

Siehe: Liste der Monuments historiques in Le Vieux-Bourg
- Der Menhir von Botudo befindet sich im Weiler Botudo nördlich von Le Vieux-Bourg